# Roar (píseň)

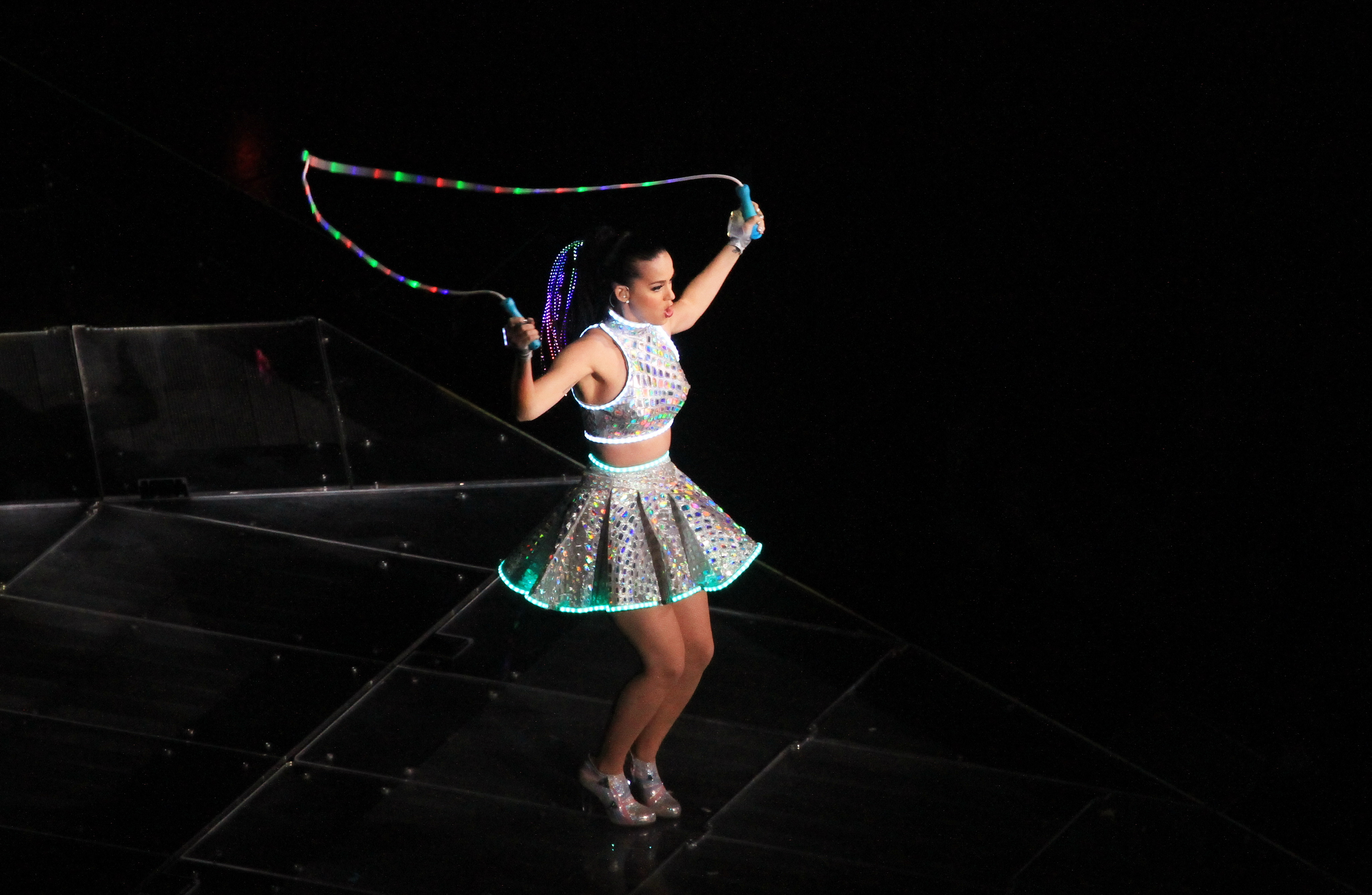
Katy zpívá Roar na Prismatic World Tour

„Roar“ je píseň americké popové zpěvačky Katy Perry. Píseň pochází z jejího čtvrtého studiového alba Prism.
O produkci se postarali Bonnie McKee, Dr. Luke a Max Martin stejně jako v případě písně Teenage Dream.
8. srpna byla píseň vypuštěna jako první singl z desky Prism
a hned se umístil na 1. místě Billboard Hot 100 a stal se již osmým singlem Katy Perry, kterému se to podařilo.

## Umístění v hitparádách
| Země        | Umístění |
| ----------- | -------- |
| Austrálie   | 1        |
| Kanada      | 1        |
| Anglie      | 1        |
| Nový Zéland | 1        |
| USA         | 1        |
| Dánsko      | 2        |
| Irsko       | 1        |
| Švédsko     | 5        |
| Česko       | 1        |
| Evropa      | 1        |
| Německo     | 2        |
| Nizozemsko  | 2        |